# Al Meyers
Allen H. Meyers (* 4. September 1908 in Allenhurst, New Jersey; † 15. März 1976) war ein US-amerikanischer Flugpionier.
Nach dem Abschluss des Colleges arbeitete Meyers als Mechaniker für Chance Vought, Glenn Martin und die Stinson Aircraft Company. Danach zog er nach Michigan und gründete sein eigenes Unternehmen. Seine erste Konstruktion war die Meyers OTW – ein Doppeldecker mit Metallrumpf und Tragflächen aus einer Kombination von Metall, Holz und Stoff. Dieses Flugzeug wurde speziell für den Einsatz als Schulflugzeug konzipiert und absolvierte seinen Jungfernflug im Jahr 1936. Seine Musterzulassung erhielt es 1939 durch die CAA, einer Vorgängerorganisation der Federal Aviation Administration, und wurde dann bis in die 1940er Jahre für das Civilian Pilot Training Program gebaut. Das Civilian Pilot Training Program sah vor, dass zivile Flugschulen die Erstschulungen für Militärpiloten übernahmen.
Nach dem Zweiten Weltkrieg konstruierte Meyers die zweisitzige Meyers MAC-145, ein Ganzmetallflugzeug mit Einziehfahrwerk. In den späten 1950er Jahren konstruierte er die Meyers 200, einen viersitzigen Tiefdecker, der ebenfalls vollständig aus Metall gebaut wurde. Diese beiden Flugzeuge hatten einen Stahlrumpf, der mit Aluminium verkleidet war. Meyers fertigte die Meyers 200 bis 1965 und verkaufte sein Unternehmen dann an Aero Commander. Danach zog er sich aus dem Flugzeugbau zurück. 1974 wurde er in die Pioneer Aviation Hall of Fame aufgenommen.